# Королівська школа балету (Лондон)
Королівська школа балету — одна з найкращих у світі балетних шкіл, заснована у Лондоні 1926 року англо-ірландською балериною та хореографом Нінетт де Валуа. Школу створено з метою відібрати та навчити найкращих танцюристів балету для Королівського Балету (осередок в Королівському Оперному Домі в Лондоні) та для Бірмінгемського Королівського Балету. 
Відбір відбувається на основі таких критерій як талант та потенціал не зважаючи на академічні здібності чи особисті обставини учнів (90% теперішніх студентів покладаються на фінансову допомогу щоб мати змогу відвідувати школу). Школа складається з двох кампусів: Вайт Лодж в Парку Річмонд (для учнів 11-16 років) та студії Ковент Гарден на вулиці Флорал (для учнів 16-19 років). Останній з кампусів розташований по сусідству з Королівським Оперним Домом. 

## Випускники
- Дарсі Басселл
- Єва Євдокімова
- Алессандра Феррі
- Марго Фонтейн
- Іван Путров
- Сергій Полунін
- Емма Семмс
- Моніка Мейсон
- Ванесса Хупер
- Вонг Лі Лін
- Маріанела Нуньєс
- Кеннет Макміллан

Випускники цієї школи також успішно знаходять роботу в музичних театрах, контемп та джаз танцях, на телебаченні та в кіно.